# Analativu
Analativu (en tamil: அனலைதீவு; también escrito Analaitheevu) es una pequeña isla frente a la costa de Sri Lanka dominada por la minoría tamil en la península de Jaffna en el norte de ese país asiático. Se divide en siete partes cada una corresponde a un asentamiento importante. Hay una serie de templos hindúes y algunas iglesias en la isla. Ya que no tiene una conexión terrestre a la parte continental, está conectada por un servicio de ferry.